# Inke
Inka (špan. Inca) rođeno je u srcu andskih Kordiljera, sa središtem u današnjem Peruu. Tamošnje stanovništvo naziva ga Tahuantinsuyu (Tawantinsuyu) 4 smjera, i sastoji se od 4 dijela: Chinchaysuyu, Cuntisuyu (po reformiranom quechua Quntisuyu), Antisuyu i Collasuyu (po ajmarskom plemenu Colla, u najnovije vrijeme reformirano u Qullasuyu). Samo središte države, Qusqu (danas špan. Cusco) podijeljen je na Urin Qusqu (Donji Cusco) i Hanan Qusqu (Gornji Cusco).
Inke nisu imale pismo i nisu poznavali željezo, ali su zato bili izvrsni stručnjaci u upravljanju svojim teritorijem i vladanjem nad pobijeđenima. Sredstvo sporazumijevanja bili su konopčići s čvorovima poznati kao quipu (khipu) s čijim su odgonetavanjem bili osposobljeni jedino quipucamayoc (khipukamayuq). Govorili su kečuanski jezik.

## Povijest

### Legendarno podrijetlo Inka
Prema legendi, iz spilje južno od Cuzca izašla su četiri brata, prvi Inke. Jedan od njih zvao se Manco Capac, utemeljitelj dinastije Inka.
Poslije duga lutanja Manco Capac je zabio zlatni štap u zemlju Waynapate i time obilježio mjesto Cuzco. Tu je oženio svoju sestru Mama Ocllo i osnovao veliko carstvo koje je okupilo brojna raštrkana plemena u moćnu državu.

### Uspon Inka
Oko 1200. godine, u dolini Cusco, maleno polunomadsko pleme Quechua nameće svoj zakon susjednim narodima. Slabo se zna o tom malom brdovitom kraljevstvu sve do 1438. godine kada na vlast dolazi Pachacuti koji je reorganizirao državu i poveo prva velika teritorijalna osvajanja. Oko 1463. pada kraljevstvo Chimu, a oko 1470. počinje gradnja velikog sustava prometnica koje će Inkama olakšati osvajanja i kontrolu nad osvojenim teritorijima.
Deseti vladar dinastije Tupac Yupanqui, Pachacutijev sin i nasljednik, nastavlja očeva osvajanja te unatoč ustancima u rubnim dijelovima države, šalje dvije vojne ekspedicije; jednu prema Tucumanu (Argentina) i drugu prema Bio-Biju (Čile). Međutim, pobune divljih Araukanaca i Mapuchea na sjeveru sprječavaju daljnji prodor prema jugu.
Rat na sjeveru nastavio se i za njegova nasljednika Huayna Capaca (1493. – 1527.) i traje do 1511. godine kada je uspostavljen mir, krhki tzv. pax Incaica.
Za vladavine cara Huayna Capaca, carstvo se prostire na 4500 km od sjevera do juga, što je otežavalo upravljanje nad tako velikim teritorijem. Zbog toga je car ograničio svoje djelovanje na jačanje granice ekvadorske pokrajine prema sjeveru, gdje je u Quitu napravio drugu carsku rezidenciju.

### Građanski rat i pad Inka
Godine 1527. umro je Huayna Capac kao žrtva epidemije koja je u Peru stigla s Europljanima, a da nije stigao odabrati nasljednika. Iza sebe ostavio je dva sina, Huascara, koji je bio čistokrvni Inka i Atahualpu, koji je bio sin jedne ekvadorske princeze. Između njih dvojice nastao je sukob oko nasljeđivanja prijestolja koji se prometnuo u krvavi građanski rat. Unutrašnji sukob u Carstvu Inka olakšao je Španjolcima predvođenima Franciscom Pizarrom, koji su se iskracali na obale 1532., osvajanje njihova carstva.

## Upravljanje Carstvom

### Vladar
Na čelu carstva nalazio se vladar (Sapa Inka) iz dinastije Inka. Do dolaska Španjolaca smjenjuje se trinaest careva koji nose titulu 'Inka', po kojima se stoga vrlo često cijeli narod naziva Inkama, a carstvo prelazi s oca na sina. Prema legendi dinastiju je u 13. stoljeću osnovao Manco Capac. Car, zvan Inka za svoj je narod polubog. Njegov je otac Inti, bog sunca.

### Organizacija države
Carstvo Inka bilo je organizirano prema strogom vertikalnom sustavu. Ayllu, zajednice temeljene na ratarstvu i stočarstvu udružene su u plemena na čelu s poglavicom (curac). Plemena su se udruživala u kneževine i na kraju u pokrajini.
Upravitelje pokorenih pokrajina tretiralo se na različite načine, ovisno jesu li se pristali podložiti ili su osvojeni uporabom voje sile. Dio osvojene zemlje ostajao bi u vlasništvu seljaka, ali morali su obrađivati i drugi dio zemljišta čiji je prinos pripadao državi, ali i treći dio čiji je urod namijenjen bogu sunca. Car je čas pomirljiv, a čas neumoljiv. Događa se da narode koji nisu prijateljski raspoloženi jednostavno protjera tisuće kilometara od njihova kraja. Odsječeni tako od svog rodnog mjesta, prisiljeni su se predati na milost i nemilost Inkama. Car daje izgraditi tisuće kilometara popločenih cesta kako bi njegove odluke doprle do svih predjela carstva. Na njima se smjenjuju brzi glasnici. Na taj način poruka može u 4 dana prijeći 700 kilometara.
Stara plemena područja Cuzca, oni što su dali jezgru budućem narodu Inka govorila su quechua. Inke su se dijelile na Inke "po krvi", odnosno prave Inke kojima su pripadali članovi dinastije i s njima rodbinski povezano visoko plemstvo, i na Inke "po privilegijama" (Pachacuti, 1879, p. 318; Poma, 1936, pp. 84–85, 337, 347; Garcilaso, 1723, pt. 1, bk. 1. chs. 20, 23; Morales, 1866; Toledo, 1940; Sarmiento, 1906, chs. 13-35.)
- Ayamarca (Ayarmaca),
- Huayllacan (Guayllacan),
- Hualla (Gualla),
- Inca (Inga),
- Quehuar (Quiguar, Queuar),
- Huaroc (Huaruc, Haroc), i
- Quispicanchi, sva u dolini Cuzca.
- Anta,
- Mayo,
- Tampo (Tambo),
- Sanco (Tanco, Canto),

U i oko doline živjela su i plemena Quilliscachi i Equeco (Equequo), Mara, Poque, i možda još neki.

## Društvo Inka
Na vrhu društvene ljestvice bili su vladari Inka i njihova rodbina. Moglo se ih prepoznati jer im je bilo dozvoljeno da svoje uši povećaju golemim ukrasima. Jedan dio plemstva napustio je svoje palače u Cuzcu da bi vladali vanjskim dijelovima carstva. Obični ljudi bili su organizirani u skupine seljaka, takozvane ayllue. Svakim aylluom  vladalo je izabrano vijeće staraca. Ponekad su carevi raseljavali skupine ljudi po carstvu kako bi se u područjima kojima se teško vladalo namjestili odane ljude.

### Djeca Inka
Inke su svoju djecu dosta grubo odgajali, bojeći se da neće biti spremni za naporan i težak seljački rad na Andama.
Kada bogovi nisu bili zadovoljni, tada su žrtvovali djecu na brdima radi zadovoljstva Inka bogova.

### Inkaički seljaci u Andama
Život u Andama nije lak, ali seljaci, koji smatraju da svi potječu od istoga pretka, svakodnevno si međusobno pomažu, posebno pri obradi zemlje. Seljaci sade i obavljaju poljodjelske poslove, dok žene kraj ognjišta pripremaju ručak.

## Religija

### Sinovi Sunca
Carstvo Inka bila je teokratska država u kojoj je vladar bio personifikacija božanstva – sin Sunca.
U trenutku kad će Sunce uzaći u liku čovjeka u svoj svojoj svjetlosti i sjaju, stvoritelj se obratio Inkama i Manco Capacu i rekao: 
»Ti i tvoji potomci bit ćete gospodari i pokorit ćete mnoge narode. Smatrajte me svojim ocem, a sebe mojom djecom i štujte me kao svog oca.« I zato, kad bi mu se približio trenutak smrti, car bi govorio: »Moj otac Sunce zove me k sebi!«
Božanstvo Sunca, Inti, imalo je stoga središnji položaj u službenoj religiji carstva. Njemu je bila posvećena svetkovina intiraymi. Svetkovina se odvijala u lipnju, što na južnoj hemisferi odgovara zimskom solsticiju. Car i cijeli narod čekali su izlazak novog Sunca, a onda bi sam Inka ili villac huma, veliki svećenik, u hramu, pomoću udubljenog zrcala, sunčevim zrakama upalio novu vatru. Coricancha, Zlatna kuća, je hram Sunca u Cuscu, sagrađen je na mjestu gdje je prema legendi u zemlju potonuo zlatni štap Manca Capaca.
Uz Sunce je vezan i jedan zagonetni objekt - Kamen Sunca. Jedan jedini takav kamen sačuvan je na brežuljku Intihuatana u gradu Machu Picchu. Ta neobično oblikovana stijena je, osim astronomske funkcije, praćenja dnevnog i godišnjeg gibanja Sunca, za Inke vjerojatno imala izuzetno važnu ulogu, jer su ih konkvistadori razbijali gdje god su na njih nailazili. Ovaj jedini primjerak sačuvan je samo zato što konkvistadori nisu nikad pronašli grad Machu Picchu.
Inke su dijelile ljudsku andsku povijest na četiri razdoblja. Razdoblje Wari Wiraqucha Runa karakterizira pretvaranja svijeta u vodu (Uno Yaku Pachakuti). Ljudi su bili bogovi, razmnožili su se i podijelili po parovima, smrt je bila nepoznata, imali su rudimentarnu kulturu, jednostavno su bili odjeveni i živjeli su od skromne poljoprivredne proizvodnje i sakupljanja plodova. Oblik obitelji bio je monogaman i nije bilo rata. Razdoblje Wari Runa predstavlja napredniju kulturu, složeniji tehnološki uspon u poljoprivrednoj proizvodnji i posebno značajnu proizvodnju irigacionih kanala (sustava za navodnjavanje). Rabi se odjeća od životinjskih koža, dolazi do napretka u spoznaji kozmovizije, a svijet se dijeli na Hanan Pachu i Urin Pachu te se stvara kult Wiracoche i Illape. Razdoblje Purun Rune obilježeno je velikim napretkom u odnosu na kulturni razvoj materijalne kulture, posebice u poljoprivrednoj proizvodnji, uzgoju stoke, uporabi stoke za prijenos tereta, u poboljšanju izrade odjevnih predmeta (tkanje), izgradnji kamenih kuća sa slamnatim krovovima, uređenju ulica i organizaciji života u gradovima. Ovo razdoblje također bilježi otvaranje rudnika i preradu rudače u kovine, izradu i uporabu kovanih predmeta. Političkom organizacijom društva rukovodio je moćni Qapaq Apu, a veliku pažnju je posvetio pravnom sustavu i moralnim normama života te službenom sklapanju brakova. Organizacija vojnih struktura dobila je veliki poticaj kao i općenito društvena organizacija kroz lokalnu zajednicu ayllu. Društvo je snažno poticalo divljenje i štivanje Pacha Kamaqa (tvorca svijeta) i spoznaju njegova podrijetla, a svetim je učinjeno gotovo sve značajno u prirodi: od kamena, jezera, špilja do brda. Posljednje razdoblje Awka Runa karakterizira golemi tehnički uspon u području poljoprivrede izgradnjom vodenih kanala, sustavom navodnjavanja, odomaćivanjem raznih vrsta krumpira te posebno uzgojem kukuruza. Pažnja se posvećuje izgradnji vojnih utvrda, oružju te općenito vojnim vještinama i pripremi stanovništva za potrebe rata. Također, unutar ayllua vrše se brojna poboljšanja društvenoga, a preko suyusa i teritorijalnog ustroja. Uvodi se smrtna kazna. Društvo posvećuje sve veću pažnju umjetnosti i znanosti, osobito medicini i astrologiji. Razvija se teorija i potiče kult Runa Kamaqa (tvorca čovjeka), a mrtvi se pokapaju na posebnim mjestima (grobljima nazvanim suquyu) s odjećom, hranom i uz pogrebne obrede. Vrijeme se mjeri tako da svaka godina ima 12 mjeseci, a mjesec 30 dana s trima "tjednima" od po 10 dana.
Qoa je natprirodna životinja iz roda mačaka, leti zrakom između oblaka i magli zaustavljajući se nad izvorima vode i zrcaleći zrake koje stvaraju buku. Njena snaga proizvodi dugu i njena božanska mokraća pretvara se u kišu. Ta životinja ima oblik jaguara koji je zajednički simbol imaginarnog u kulturi andskih naroda. Qoa živi u dualizmu unutar sebe kao dobro i zlo. Jedino ona može stvoriti kišu i tako omogućiti život i plodnost. Ona regulira učestalost kiša tako da može proizvesti obilne kiše koje mogu usmrtiti ljude i uništiti njihove poljoprivredne proizvode uzrokujući bijedu i siromaštvo. Tako je Qoa presuditelj života i smrti. Božanstvo Illapa ima nadzor nad Sunčevim zrakama (cayaca) i gromovima (curi), tako da i ona može stvoriti kišu te oluje. Na slici koju je naslikao Santacruz Pachacuti u korićanskoj crkvi oslikana je zraka Illape i Chuqqlija. Ta slika predstavlja kose i usporedne crte slične zrakama koje se pokazuju u prirodi, što je element svetoga. Illapa je kombinacija atmosferskih pojava u njihovu jedinstvu, tj. zraka Sunca, gromova i munja, trijade svetoga kečuanskog prostora.
U istočnoj regiji Kordiljera, na sjeveru današnjeg Ekvadora, žive kečuanska plemena Otavalosi i Salasacasi. Tamo je najbolje očuvana pretkolumbovska tradicija i govor. Otavalosi imaju razvijenu trgovinu umjetnina, a veći dio njih aktivno sudjeluje unutar političkih stranaka i imaju svog predstavnika u zastupničkom domu. Salasacasi su znatno siromašniji i mahom žive od poljoprivredne proizvodnje. Istraživanja ovih područja pokazuju visok stupanj očuvanja oblika mitske svijesti i njihova imaginarnog svijeta, što se najbolje vidi u njihovim obredima, slavljima i usmenim predajama, obredima smrti (oblačenje u potpuno crno), kad se plačem iskazuje nestanak njihova boga-kralja i obrednim obraćanjem očekuje njegov povratak što se posebno iskazuje u žalu za Atahualpom, Huayanom Capacom itd. Obredi posvećeni Mami Oceli, Pachacamacu, Huadscaru također dokazuju duboku ukorijenjenost prošlosti i prikrivenu želju da se njihova božanstva njima vrate, bez obzira na prisutnost i prevlast Katoličke crkve. Na piramidi Pucara de Rumquci u Quitu, na kutnom dijelu stijene, blizu područja nazvanog Polovina svijeta, svake godine između 20. i 25. ožujka sastaju se potomci Inka iz svih krajeva na lokalitetu starog oltara-žrtvenika i obnavljaju isti obred kupanja i žrtvovanja životinja.

### Viracocha
Božanstvo čije podrijetlo seže duboko u prošlost, vezan je uz prastare andske civilizacije. On je stvoritelj svijeta, Sunca, Mjeseca, zvijezda, ljudi i svega ostalog. Biće je bez početka i kraja, neshvatljivi bog. Prikazivan je kao bradati bijelac obučen u dugu tuniku.

### Svećenstvo
Svećenici su se, kao i u ostalim pretkolumbovskim kulturama, dijelili prema rangu i zaduženjima. Na čelu je bio veliki svećenik, podrijetlom iz vladajuće dinastije.
Svećenstvo se bavilo obrednim žrtvovanjima, kultnim svečanostima i proricanjem.

## Kultura
Inke nisu imali svoje pismo no zapise su vodili vezujući različito obojenu užad na štap ili konopac, takozvani quipu. Na taj način su mogli bilježiti podatke kao što je broj bala vune ili broj rođenih u jednoj godini.
Inke su imale razvijenu keramičku tradiciju. Karakterističan primjer keramike bio je vrč s uskim grlom i donjim dijelom poput krnjeg stošca, poznat kao aryballo.
Ukrašavanje keramike ograničavalo se većinom na crtanje geometrijskih uzoraka crne i bijele boje po crvenoj podlozi.

### Arhitektura
I danas nas impresionira njihovo umijeće obrade kamena. Najbolji primjeri za to su geometrijska finoća zidova tvrđave Ollantaytambo i oblikovanje živih stijena u Sayvisteu. Tu su i kiklopske zidine tvrđave Sacsahuaman iznad Cusca, ali pitanje je tko su bili njeni graditelji. Golemi, neobično oblikovani kameni blokovi savršeno naliježu jedni na druge. Opći dojam koji se stječe pri pogledu na ove građevine je da su ljudi ovog dijela svijeta poznavali posebnu tehniku savršene obrade i transporta kamena.
Jedna izreka kaže da su Inke gradili, dok su Maye sanjarili a Asteci štovali božanstva. Maye i Asteci dosegli su viši intelektualni stupanj. Inke, s druge strane, više su se bavili izgradnjom kuća, palača, gradova, putova, mostova, sustava za navodnjavanje i poljodjelskih terasa, što su sve dokazi ovozemaljske nazočnosti i poduzetništva. Iako je religija bila dijelom njihova svakodnevna života, ipak ga nije nadzirala. A žrtvovanje tisuća ljudskih života radi umiljavanja bogovima činilo im se potpuno poraznim. Inke su nesumnjivo bili majstorski graditelji Novog svijeta. Osebujnost njihovih građevina bila je masivna jednostavnost u okviru divnih proporcija. Njihovo jedino vanjsko ukrašavanje bila bi po koja zlatna ili srebrna ploča, ili zidni ukras od pernatog mozaika. Arhitekti su projektirali građevine u kojima su zidovi često bili nagnuti ukoso prema unutra, udaljavajući se od pravca viska. Ravne bi površine bile razbijene malim trapezoidnim otvorima i nišama koji su bili suženi prema vrhu. Pažljivo priljubljivanje divovskih stijena davalo je kontrastno svjetlo i efekt sjene, što se postizalo poput vlasi tankim spojevima i posebnom strukturom kamena. Rezultat nije bio samo dekorativan, već i praktičan. Međuspojevi, precizno priljubljeni komadi bez žbuke, mogli su izdržati izuzetan pritisak i naprezanje. Njihove su građevine odoljevale zemljotresima koji bi razorili suvremenije zidne konstrukcije.

### Machu Picchu
Inke su podizali svoje gradove od velikih kamenih blokova tako precizno isklesanih da su međusobno prianjali bez veziva. Machu Picchu je smješten visoko u planinskim Andama i najveličanstveniji je primjer arhitekture Inka. U njegova velika kamena zdanja pripijena uz planinu može stati tisuću ljudi.

### Cuzco
Glavni grad Inka zvao se Cuzco, prema riječi Inka koja znači "središte". Smješten je u planini na visini od 3400m. Cuzco je bio grad koji je izazivao strahopoštovanje, a najveći dio je izgradio car Pachachuti Inca. U središtu grada je bio Hram Sunca. Mnogi ostaci Inka sačuvani su i u današnjem gradu.
U razdoblju procvata grad je brojio više od 50.000 stanovnika. Grad je sagrađen na izduženoj osi u smjeru sjeverozapad-jugoistok. Gornji grad (Hanan Cuzco) zauzima sjeverozapadno područje, a donji grad (Hurin Cuzco) jugoistočno područje. Okomito na prvu os nalazila se popločana ulica koja je dijelila grad na četiri područja koja simboliziraju četiri carske pokrajine. U središtu nalazio se obredni trg huacapata.

## Gospodarstvo Inka
Država je sakupljala proizvedenu robu, kao što su hrana, vuna i odjeća koja se spremala u skladišta. Svaki grad je imao najmanje dva skladišta: jedno za vladara, jedno za ostale stanovnike. Robu su prenosile ljame golemom mrežom popločanih cesta.
- Poljopriveda – Inke su uveli terasastu poljoprivedu što je omogućavalo uzgoj usjeva na strmim padinama. Kao gnojivo koristili su ptičji izmet i riblje glave. Najveći dio obavljao se kolektivno i najveći dio zemljišta bio je u kolektivnom vlasništvu lokalne zajednice.
- Radnici Inka proizvodili su dio robe za sebe, a dio za cara i plemstvo. Državi su bili siguran izvor radne snage za javne radove i ostale kraljevske pothvate.